# لجنة مكافحة المبيدات الحشرية
لجنة مكافحة المبيدات الحشريّة وتُعرَف في بعض المصادر باسمِ لجنة مقاومة المبيدات الحشريّة (يُرمز لها اختصارًا بـ IRAC) هي لجنةٌ تشكَّلت عام 1984 وتعمل كمجموعة متخصصة للاتحاد التجاري كروب لايف الدولية لتكون قادرة على توفير استجابة صناعية منسَّقة لمنع أو تأخير تطوير مقاومة المبيدات الحشرية في الآفات الحشرية والعث. تسعى لجنة مكافحة المبيدات الحشريّة جاهدة لتسهيل الاتصال والتعليم بشأن مقاومة المبيدات الحشرية والسمات وكذلك لتعزيز تطوير وتسهيل تنفيذ استراتيجيات إدارة مقاومة المبيدات الحشرية.
لجنة مكافحة المبيدات الحشريّة معترف بها من قبل منظمة الأغذية والزراعة ومنظمة الصحة العالمية التابعة للأمم المتحدة كهيئة استشارية في الأمور المتعلقة بمقاومة مبيدات الحشرات. جديرٌ بالذكرِ أنَّ pesticideresistance.org هي قاعدة بيانات تمولها لجنة مكافحة المبيدات الحشريّة ووزارة الزراعة الأمريكية وغيرها.

## الرعاة
رعاة لجنة مكافحة المبيدات الحشريّة هم:
- أداما للحلول الزراعية
- باسف
- باير كروب ساينس
- شيمنوفا
- داو أجرو ساينس
- دوبونت
- شركة إف إم سي
- مونسانتو
- نيهون نياكو
- نوفارم
- سوميتومو كيميكال
- سينجينتا
- فيستيرجارد فراندسن

## تصنيف طريقة العمل
نشرت لجنة مكافحة المبيدات الحشريّة تصنيفًا لطريقة عمل المبيدات الحشرية (MoA) الذي يسرد المواد النشطة بيولوجيًا الأكثر شيوعًا ويوصي بأنه «لا ينبغي معالجة الأجيال المتعاقبة من الآفات بمركبات من نفس مجموعة وزارة الزراعة».

## روابط خارجية
- http://www.irac-online.org
- Insecticide Resistance Management from IRAC على يوتيوب